# 克里斯汀·米勒
克里斯汀·米勒（英文：Kristen Miller，1976年8月20日—）是一位美国女演员，她经常在一些美国电视连续剧和电影中客串。她曾在嗜血法医、好汉两个半、咱的小布什（That's My Bush!）、霹雳娇娃之脱罪娇娃版（She Spies）、圣女魔咒等剧集中出现。